# Modo quase normal
Os modos quasinormais ( MQN ou QNM ) são os modos de dissipação de energia de um objeto ou campo perturbado, ou seja: descrevem perturbações de um campo que decaem no tempo.

## Exemplo
Um exemplo intuitivo é a perturbação (uma batida suave) de um copo de vinho com uma colher: o copo começa a vibrar, a frequência de vibração é constituída por um conjunto (ou superposição) das suas frequências naturais - os modos de dissipação de energia sonora. Poderíamos chamar a esses modos de modos normais se o vidro continuasse a vibrar para sempre. Aqui, a amplitude da oscilação decai com o tempo; por esse motivo, chamamos aos seus modos de quase normais ou quasinormais. Com um alto grau de precisão, a vibração quasinormal pode ser aproximada por
{\displaystyle \psi (t)\approx e^{-\omega ^{\prime \prime }t}\cos \omega ^{\prime }t}
onde
- {\displaystyle \psi \left(t\right)} é a amplitude de oscilação,
- {\displaystyle \omega ^{\prime }} é a frequência, e
- {\displaystyle \omega ^{\prime \prime }} é a taxa de decaimento.

A frequência quasinormal é descrita por dois números,
{\displaystyle \omega =\left(\omega ^{\prime },\omega ^{\prime \prime }\right)}
ou, mais compactamente
Nesta fórmula, {\displaystyle \mathbf {\omega } } é aquilo que é vulgarmente chamado de frequência do modo quasinormal. É um número complexo que fornece duas informações diferentes: a parte real é a frequência de oscilação no tempo; a parte imaginária é a frequência característica do decaimento temporal exponencial da oscilação.
Em certos casos, a amplitude da onda decai muito rapidamente. Para acompanhar o decaimento por um período de tempo mais longo, pode-se desenhar um gráfico {\displaystyle \log \left|\psi (t)\right|}

## Física matemática
Em física teórica, um modo quasinormal é uma solução formal de equações diferenciais linearizadas (como as equações linearizadas da relatividade geral, que restringem perturbações em torno de uma solução de buraco negro ) com um valor próprio complexo (a frequência).
Os buracos negros têm muitos modos quasinormais (ou modos de ringdown) que descrevem a diminuição exponencial da assimetria do buraco negro ao longo do tempo, à medida que ele evolui em direção a um formato esférico perfeita.
Recentemente, as propriedades dos modos quasinormais foram testadas no contexto da correspondência AdS/CFT. Além disso, foi proposto que o comportamento assintótico dos modos quasinormais esteja relacionado com o parâmetro de Immirzi na teoria da gravidade quântica em loop; no entanto, ainda não foram encontrados argumentos convincentes a favor desta hipótese.

## Eletromagnetismo e fotónica
Existem essencialmente dois tipos de ressonadores em óptica:
- No primeiro tipo, uma microcavidade óptica de alto fator Q é obtida com materiais ópticos dielétricos sem perdas, com volumes de modo da ordem de um comprimento de onda cúbico, que estão essencialmente limitados pelo limite de difração. Alguns exemplos famosos de microcavidades de alto fator Q são cavidades micropilares, ressonadores microtoroides e cavidades de um cristal fotônico.

- No segundo tipo de ressonadores, o tamanho característico está muito abaixo do limite de difração: normalmente 2 a 3 ordens de magnitude. Em volumes tão reduzidos, as energias são armazenadas por um pequeno período de tempo. Uma nanoantena plasmónica que suporta um modo quasinormal de plasmon de superfície localizado comporta-se essencialmente como uma antena fraca que radia energia em vez de a armazenar. Assim, à medida que o modo óptico se torna cada vez mais um modo de sub-comprimento de onda em todas as três dimensões, independentemente de sua forma, o fator Q é limitado em cerca de 10 vezes ou menos.

Formalmente, as ressonâncias (ou seja, o modo quasinormal) de um micro ou nano-ressonador eletromagnético aberto (não hermítico) são encontradas, de forma genérica, resolvendo as equações de Maxwell livres, de fonte harmónica no tempo, com uma frequência complexa, sendo a parte real a frequência de ressonância e a parte imaginária a taxa de amortecimento. O amortecimento é devido a perdas de energia para o exterior (o ressonador é acoplado ao espaço aberto ao seu redor) e/ou absorção pelo material. Computadores para modos quasinormais existem para calcular e normalizar eficientemente todos os tipos de modos de nanorressonadores plasmónicos e microcavidades fotónicas. A normalização adequada do modo leva ao importante conceito de volume de modo de sistemas não hermíticos (abertos e com perdas). O volume do modo impacta diretamente a física da interação da luz e dos eletrões com a ressonância óptica, por exemplo, a densidade local dos estados eletromagnéticos, o efeito Purcell, a teoria da perturbação da cavidade, a forte interação com emissores quânticos, a superradiância.

## Biofísica
Na biofísica computacional, os modos quasinormais (também chamados de modos quase-harmónicos) são derivados através da diagonalização da matriz de correlações de tempo igual para flutuações atómicas.